# Улямаев, Сагит Хайбрахманович
Сагит Хайбрахманович Улямаев (15 сентября 1919, Деревня Нижняя Тирма, Чишминский район, Башкирская АССР, СССР — Сентябрь 1985) — генерал-майор (1963). Советский военачальник.

## Биография
Родился 15 сентября 1919 года в деревне Нижние Тирмы Чишминского района Башкирской АССР.

Татарин

Окончил 7 классов в 1934 году с. Калмашево Чишминского района Башкирской АССР.

В 1937 году окончил педрабфак г. Уфа

С сентября 1937 года по декабрь 1939 года работал учителем НСШМ им. Кагановича (Багдадский район, Ферганская область, Узбекская ССР) 

В 1950 году окончил Вечерний Университет Марксизма-Ленинизма при Ворошиловском ОДОСА.

С апреля 1942 года член ВКП(б).

В 1971 и 1973 г.г. Был избран депутатом Омского городского Совета депутатов трудящихся.

Женат. Дочь и два сына.

## Служба вСоветской Армии
В декабре 1939 года — призван на военную службу Богдатским военкоматом Узбекской ССР.

С декабря 1939 года — февраль 1940 года — Красноармеец 325-го артиллерийского полка Киевского военного округа (г. Конотоп.)

С февраля 1940 года по август 1941 года — Курсант Череповецкого пехотного училища, (г. Череповец) Архангельского военного округа.

С августа по ноябрь 1941 года — Командир стрелковой роты 1225-го стрелкового полка 369-й стрелковой дивизии.

С ноября 1941 по апрель 1942 года — Помощник начальника штаба 1225-го стрелкового полка 369-й стрелковой дивизии 29-й армии Калининского фронта.

Был в окружении в районе г.Ржев (ст. Мончалово) в составе 29-й армии.

С апреля по декабрь 1942 года — Помощник начальника оперативного отделения штаба 369-й стрелковой дивизии 30-й армии Калининский и Западный фронта.

С декабря 1942 года по ноябрь 1946 года — Слушатель Краснознаменной ордена Ленина и ордена Суворова 1 ст. Военной академии Красной Армии им. М. В. Фрунзе.

Участник Парада победы.

С ноября по декабрь 1946 года — в распоряжении Командующего войсками Приморского Военного округа.

С декабря 1946 года по июль 1947 года — Помощник начальника оперативного отдела Оперативного Управления штаба Приморского военного округа.

С июля 1947 года по ноябрь 1949 года — Офицер оперативного отдела Оперативного Управления штаба Приморского военного округа.

В ноябре 1949 года — Начальник штаба 7 Гв. механизированного полка 3 Гв. Сталинградской Механизированной дивизии Приморского военного округа.

С ноября 1949 по декабрь 1953 года — Начальник штаба 9 Гв. Молодечненский механизированный Краснознаменный полка 3 Гв. механизированной Сталинградской дивизии.

С декабря 1953 года по декабрь 1956 года — Командир 8 Гв. Механизированного Молодечненского Краснознаменного полка 3 Гв. Механизированной Сталинградской дивизии 65-го стрелкового корпуса 5 Армии ДВО.

С декабря 1956 года по май 1957 года — Начальник штаба 3-й гвардейской Механизированной дивизии Дальневосточного военного округа.

С мая 1957 года по сентябрь 1958 года — Начальник штаба дивизии. 47 гвардейская Механизированная дивизия Дальневосточного военного округа.

С сентября 1958 года по июнь 1960 года — Слушатель основного факультета Военной академии Генерального штаба Вооруженных сил СССР.

С июня 1960 года по апрель 1965 года — Командир 12-й мотострелковой дивизии. 

С апреля 1965 года по сентябрь 1974 года — начальник Омского высшего общевойскового командного училища

В сентябре 1974 года — уволен в запас по болезни.